# Toulouzette
Toulouzette är en kommun i departementet Landes i regionen Nouvelle-Aquitaine i sydvästra Frankrike. Kommunen ligger i kantonen Mugron som tillhör arrondissementet Dax. År 2022 hade Toulouzette 309 invånare.

## Befolkningsutveckling
Antalet invånare i kommunen Toulouzette
Referens:INSEE